# Dayalbagh
Dayalbagh (o Dayal Bagh) è una suddivisione dell'India, classificata come nagar panchayat, di 3.324 abitanti, situata nel distretto di Agra, nello stato federato dell'Uttar Pradesh. In base al numero di abitanti la città rientra nella classe VI (meno di 5.000 persone).

## Geografia fisica
La città è situata a 27° 13' 0 N e 78° 1' 0 E e ha un'altitudine di 168 m s.l.m.

## Società

### Evoluzione demografica
Al censimento del 2001 la popolazione di Dayalbagh assommava a 3.324 persone, delle quali 1.684 maschi e 1.640 femmine. I bambini di età inferiore o uguale ai sei anni assommavano a 254, dei quali 132 maschi e 122 femmine. Infine, coloro che erano in grado di saper almeno leggere e scrivere erano 2.542, dei quali 1.435 maschi e 1.107 femmine.